# 第三管区海上保安本部
第三管区海上保安本部（だいさんかんくかいじょうほあんほんぶ）は、主に関東地方・東京都島嶼部・東海地方の太平洋、ならびに茨城県、栃木県、群馬県、埼玉県、千葉県、東京都、神奈川県、山梨県、静岡県を管轄範囲とする、海上保安庁の管区海上保安本部の一つである。
略称は三管（三管本部と称呼することもある）、英語表記は3rd Regional Coast Guard Headquarters。本部は神奈川県横浜市中区北仲通にあり、下部組織として8つの海上保安部、11の海上保安署・分室、航空基地、羽田特殊救難基地、横浜機動防除基地、国際組織犯罪対策基地を有する。

## 特徴
世界有数の混雑海域である東京湾の他、海の難所である鹿島灘・遠州灘、マリンスポーツのメッカでもある相模灘を抱えているため、船舶の安全航行及び、災害防除、環境保全、海難救助に力を入れていることに特徴がある。また第三管区には、羽田特殊救難基地や横浜機動防除基地、国際組織犯罪対策基地といった、それぞれ特殊な分掌事項を有する事務所も設置されており、これらは管区内の事案に際して出動するほか、日本全国にも派遣される。
この他、東京港、横浜港などに入港する船からの麻薬・拳銃などの密輸の水際阻止、海上自衛隊横須賀基地やアメリカ海軍横須賀海軍施設、茨城県東海村・大洗町の原子力関連施設、東京国際空港、浜岡原子力発電所の警備、SAR協定に基づく沖合水域の海難救助にも力を入れている。

## 三管関連年表
- 1948年5月1日：海上保安庁発足とともに横浜海上保安本部として設置。管轄地域は関東地方・静岡県東部および周辺海域。
- 1950年6月1日：第三管区海上保安本部に改編。清水海上保安部を第四管区より編入、山梨県・静岡県西部も管轄地域となる。
- 2024年1月2日：羽田空港地上衝突事故が発生。羽田航空基地所属みずなぎ1号が停止位置を超えて滑走路に進入し、日本航空機と衝突。搭乗していた海上保安官6名のうち1名（機長）が重傷、5名が殉職。

## 本部組織
- 第三管区海上保安本部（神奈川県横浜市中区）

第三管区海上保安本部長
- 総務部

情報管理官、総務課、人事課、厚生課、情報通信課
- 経理補給部

経理課、補給課
- 船舶技術部

管理課、技術課、機器課
- 警備救難部

次長、警備課、刑事課、国際刑事課、警備情報課、救難課、環境防災課
- 海洋情報部

監理課、海洋調査課
- 交通部

企画調整官、企画課、航行安全課、安全対策課、整備課
- 茨城海上保安部（茨城県ひたちなか市）
  - 日立分室（茨城県日立市）
  - 鹿島海上保安署（茨城県神栖市）
- 千葉海上保安部（千葉県千葉市中央区）
  - 館山分室（千葉県館山市）
  - 船橋分室（千葉県船橋市）
  - 木更津海上保安署（千葉県木更津市）
- 銚子海上保安部（千葉県銚子市）
  - 勝浦海上保安署（千葉県勝浦市）
- 東京海上保安部（東京都江東区）
- 横浜海上保安部（神奈川県横浜市中区）
  - 小笠原海上保安署（東京都小笠原村）
  - 川崎海上保安署（神奈川県川崎市川崎区）
- 横須賀海上保安部（神奈川県横須賀市）
  - 湘南海上保安署（神奈川県藤沢市）
- 清水海上保安部（静岡県静岡市清水区）
  - 田子の浦分室（静岡県富士市）
  - 御前崎海上保安署（静岡県御前崎市）
- 下田海上保安部（静岡県下田市）
  - 伊東マリンパトロールステーション（静岡県伊東市）
- 東京湾海上交通センター（神奈川県横浜市中区）
- 航空整備管理センター（神奈川県横浜市中区）
- 羽田航空基地（東京都大田区）
- 羽田特殊救難基地（東京都大田区）
- 横浜機動防除基地（神奈川県横浜市中区）
- 国際組織犯罪対策基地

## 保有船艇・航空機
| 所属             | 所属             | 巡視船              | 巡視船                          | 巡視船            | 巡視艇                           | 巡視艇                          | その他                      |
| 所属             | 所属             | PLH / PL            | PM                              | PS                | PC                               | CL                              | その他                      |
| ---------------- | ---------------- | ------------------- | ------------------------------- | ----------------- | -------------------------------- | ------------------------------- | --------------------------- |
| 海洋情報部       | 海洋情報部       |                     |                                 |                   |                                  |                                 | 測量船 はましお（HS31）     |
| 茨城海上保安部   | 茨城海上保安部   |                     |                                 | あかぎ（PS14）    |                                  | なかかぜ（CL82）                |                             |
|                  | 鹿島署           |                     | ひたち（PM55）                  |                   | 消防機能強化型 よど（PC51）      | うめかぜ（CL21）                |                             |
| 千葉海上保安部   | 千葉海上保安部   |                     |                                 |                   | 消防機能強化型 たかたき（PC57）  | しらうめ（CL05）                | 監視取締艇 すぴか（SS64）   |
| 千葉海上保安部   | 千葉海上保安部   | あわかぜ（CL49）    |                                 |                   | 消防機能強化型 たかたき（PC57）  |                                 | 監視取締艇 すぴか（SS64）   |
| 千葉海上保安部   | 千葉海上保安部   | はつぎく（CL80）    |                                 |                   | 消防機能強化型 たかたき（PC57）  |                                 | 監視取締艇 すぴか（SS64）   |
| 千葉海上保安部   | 千葉海上保安部   | はすかぜ（CL191）   |                                 |                   | 消防機能強化型 たかたき（PC57）  |                                 | 監視取締艇 すぴか（SS64）   |
|                  | 館山分室         |                     |                                 |                   |                                  | ふさかぜ（CL179）               |                             |
| 木更津署         |                  |                     |                                 |                   | きみかぜ（CL192）                |                                 |                             |
| 銚子海上保安部   | 銚子海上保安部   |                     | かとり（PM51）                  | つくば（PS13）    |                                  | とねかぜ（CL78）                |                             |
|                  | 勝浦署           |                     |                                 |                   |                                  | かつかぜ（CL118）               |                             |
| 東京海上保安部   | 東京海上保安部   |                     |                                 |                   | まつなみ（PC01）                 | いそぎく（CL135）               |                             |
| 横浜海上保安部   | 横浜海上保安部   | あきつしま（PLH32） |                                 |                   | はまなみ（PC16）                 | きりかぜ（CL36）                | 監視取締艇 れお（SS67）     |
| 横浜海上保安部   | 横浜海上保安部   | さがみ（PLH03）     | 消防機能強化型 はまぐも（PC22） | はまかぜ（CL50）  | 監視取締艇 あくありうす（SS23）  |                                 |                             |
| 横浜海上保安部   | 横浜海上保安部   | いず（PL31）        | いそづき（PC35）                | のげかぜ（CL109） | 消防艇 ひりゆう（FL01）          |                                 |                             |
| 横浜海上保安部   | 横浜海上保安部   | ぶこう（PL10）      |                                 | やまゆり（CL129） | 灯台見回り船 はまひかり（LS223） |                                 |                             |
|                  | 川崎署           |                     |                                 |                   |                                  | たまかぜ（CL164）               | 監視取締艇 りげる（SS27）   |
| しおかぜ（CL48） | 川崎署           |                     |                                 |                   |                                  |                                 | 監視取締艇 りげる（SS27）   |
| 小笠原署         |                  |                     | みかづき（PS40）                |                   |                                  | 監視取締艇 さざんくろす（SS69） |                             |
| 横須賀海上保安部 | 横須賀海上保安部 |                     | たかとり（PM14）                | あしたか（PS07）  | すがなみ（PC45）                 | くりかぜ（CL130）               | 監視取締艇 しいがる（SS24） |
| 横須賀海上保安部 | 横須賀海上保安部 | うらゆき（PC33）    | たかとり（PM14）                | あしたか（PS07）  |                                  | くりかぜ（CL130）               | 監視取締艇 しいがる（SS24） |
| 横須賀海上保安部 | 横須賀海上保安部 | はたぐも（PC32）    | たかとり（PM14）                | あしたか（PS07）  | はかぜ（CL200）                  | 放射能調査艇 きぬがさ（MS01）   |                             |
| 横須賀海上保安部 | 横須賀海上保安部 | ゆうづき（PC34）    | たかとり（PM14）                | あしたか（PS07）  | はかぜ（CL200）                  | 放射能調査艇 きぬがさ（MS01）   |                             |
|                  | 湘南署           |                     |                                 |                   |                                  | うみかぜ（CL197）               |                             |
| 清水海上保安部   | 清水海上保安部   |                     | おきつ（PM36）                  |                   |                                  | みほかぜ（CL159）               |                             |
| 清水海上保安部   | 清水海上保安部   | ふじかぜ（CL177）   | おきつ（PM36）                  |                   |                                  |                                 |                             |
|                  | 御前崎署         |                     | ふじ（PM24）                    |                   |                                  |                                 |                             |
| 下田海上保安部   | 下田海上保安部   | しきね（PL66）      | かの（PM30）                    |                   | いずなみ（PC107）                |                                 |                             |

### 航空機
三管は固定翼機4機、回転翼機6機を保有している。
| 所属                                      | 機型番号 + 通称 | 機型番号 + 通称 | 機体記号 | 機種                     | 備考 |
| ----------------------------------------- | --------------- | --------------- | -------- | ------------------------ | ---- |
| 横浜海上保安部 （巡視船あきつしま搭載機） | MH689           | あきたか1       | JA689A   | スーパーピューマ225      |      |
| 横浜海上保安部 （巡視船あきつしま搭載機） | MH690           | あきたか2       | JA690A   | スーパーピューマ225      |      |
| 横浜海上保安部 （巡視船さがみ搭載機）     | MH912           | るりかけす      | JA912A   | シコルスキー S-76D       |      |
| 羽田航空基地                              | LAJ500          | うみわし1       | JA500A   | ガルフストリームV        |      |
| 羽田航空基地                              | LAJ501          | うみわし2       | JA501A   | ガルフストリームV        |      |
| 羽田航空基地                              | MA725           | みずなぎ2       | JA725A   | ボンバルディアDHC-8 Q300 |      |
| 羽田航空基地                              | MH691           | いぬわし1       | JA691A   | スーパーピューマ225      |      |
| 羽田航空基地                              | MH692           | いぬわし2       | JA692A   | スーパーピューマ225      |      |

## ギャラリー

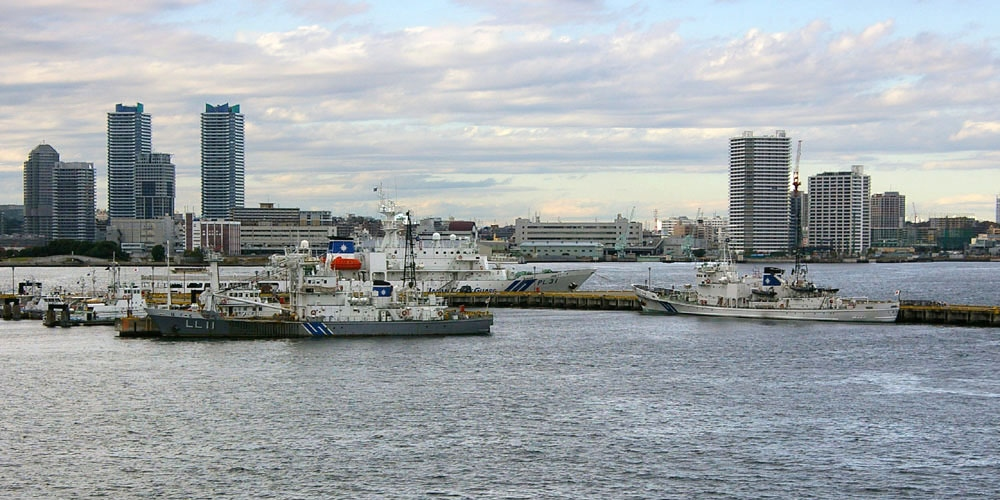
第三管区横浜海上保安部の巡視船
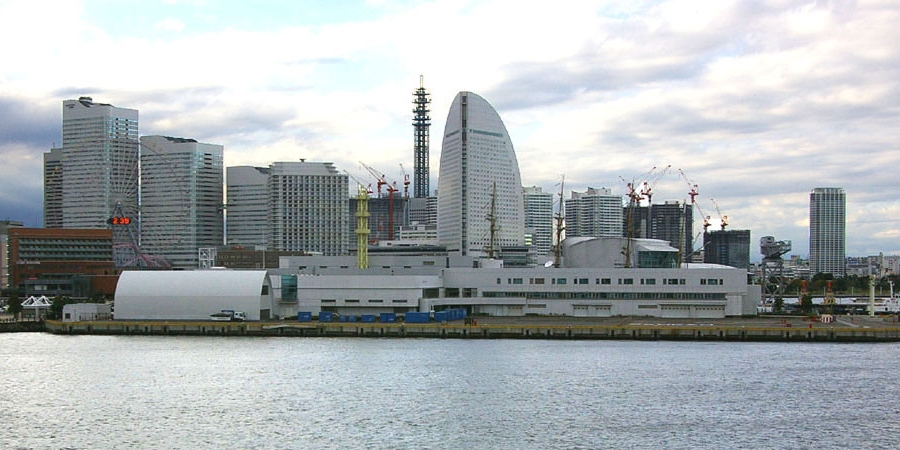
第三管区横浜海上保安部・横浜海上防災基地（1）
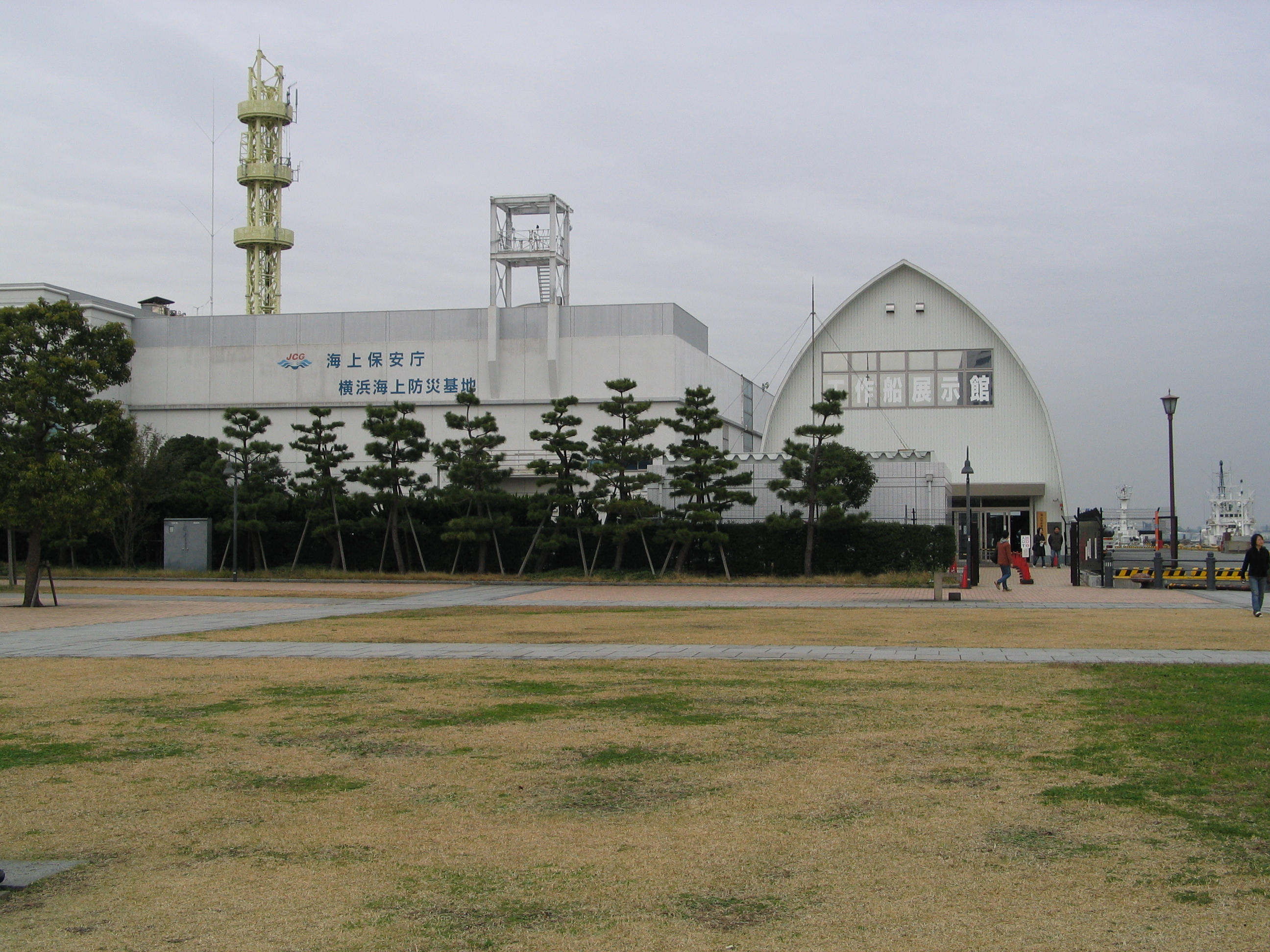
第三管区横浜海上保安部・横浜海上防災基地（2）
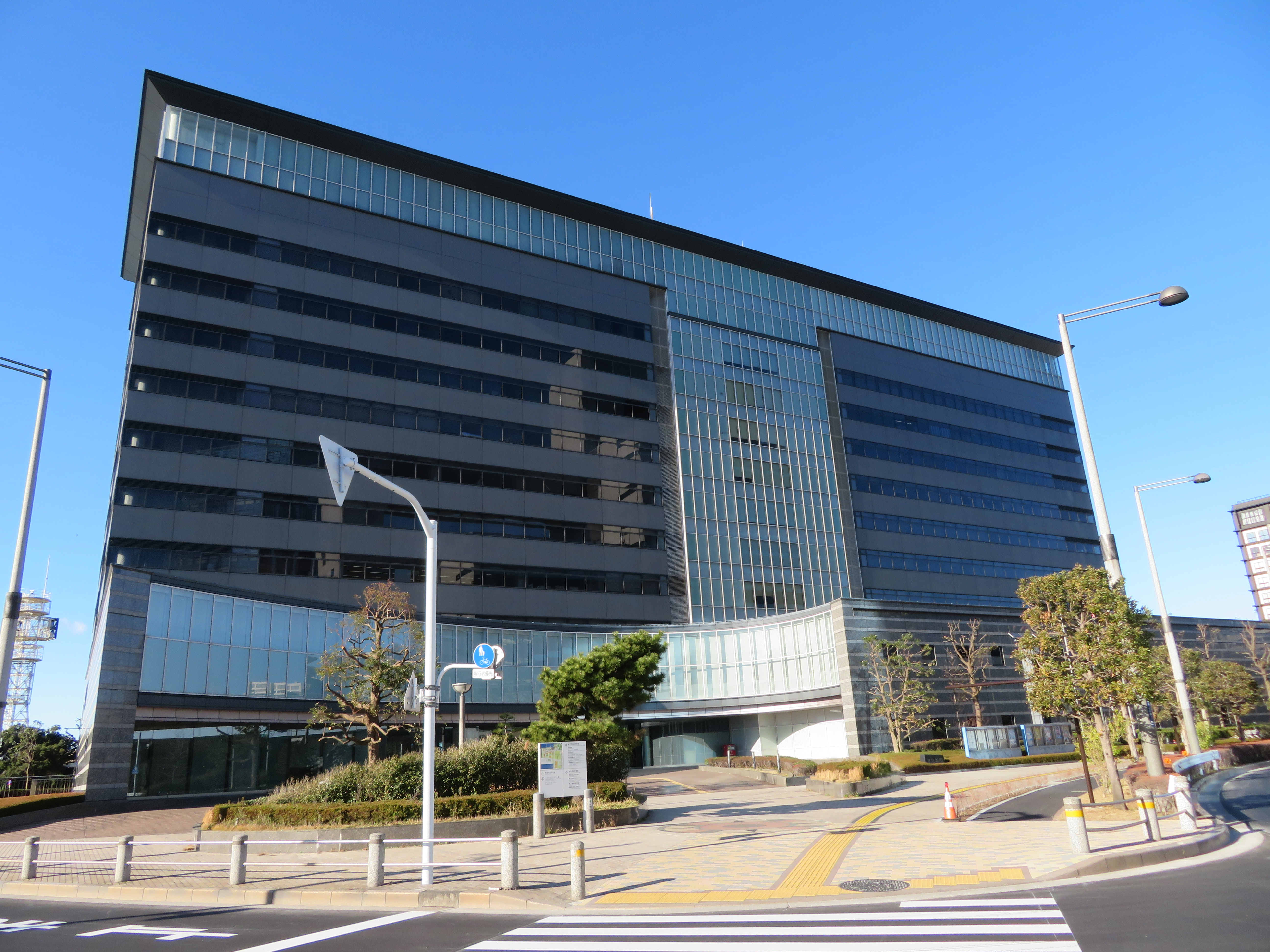
東京海上保安部が所在する東京港湾合同庁舎
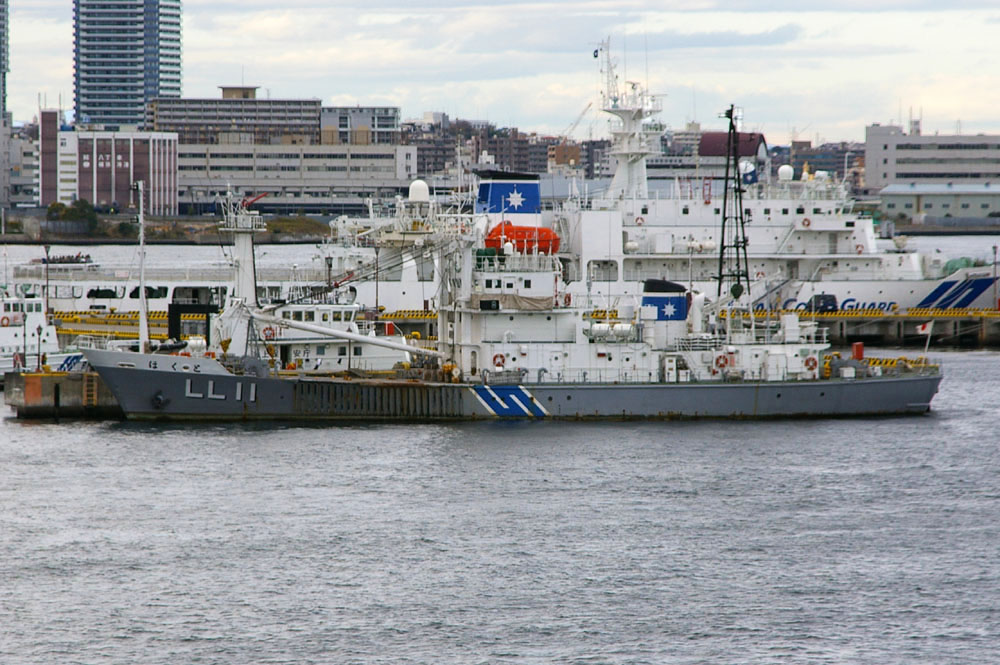
第三管区 設標船 LL11 ほくと
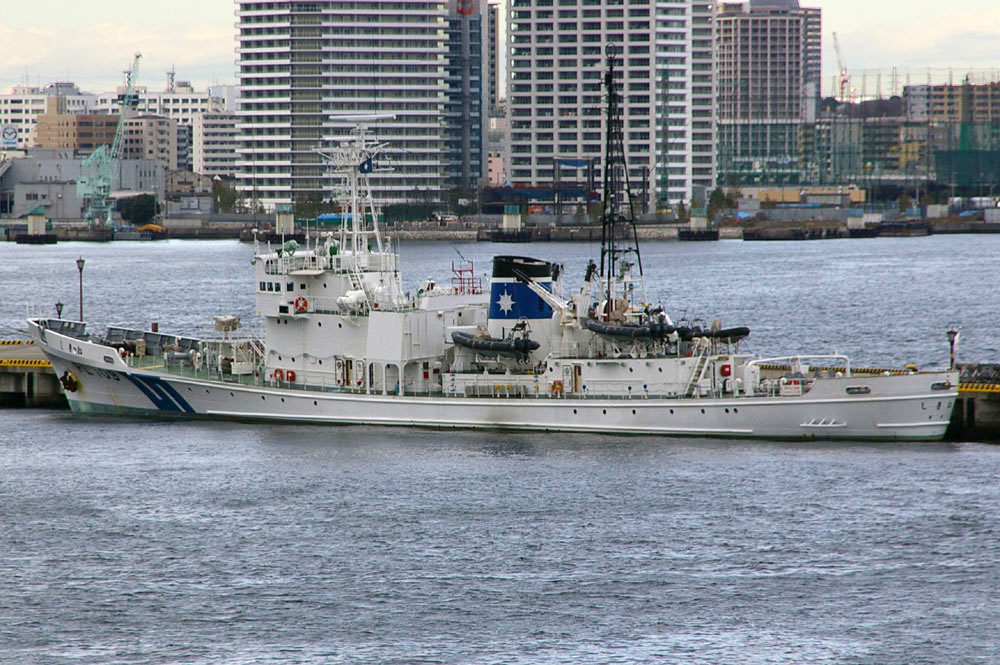
第三管区 横浜海上保安部 PL109 しきね
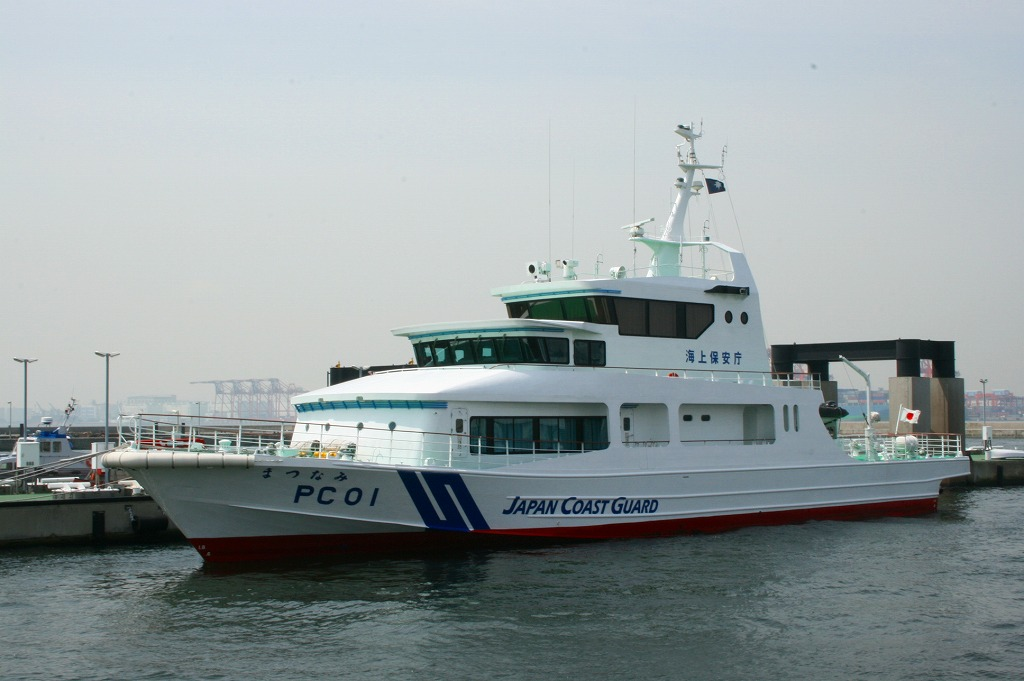
第三管区 東京海上保安部 PC01 まつなみ